# 大乗仏教
大乗仏教（だいじょうぶっきょう、梵: महायान, サンスクリットラテン翻字: Mahāyāna、英: Mahāyāna Buddhism、タイ語: พุทธศาสนาฝ่ายมหายาน, ラテン文字転写: Phuthṭh ṣ̄ās̄nā f̄̀āy mh̄āyān）は、伝統的にユーラシア大陸の中央部から東部にかけて信仰されてきた仏教の宗派。
仏教は大別すると大乗仏教と上座部仏教の二派（ナヴァヤーナ派を加えれば三派）からなるが、大乗仏教は出家者に限らず在家者を含めた一切の衆生の救済を掲げる仏教宗派の総称であり、単一の派を指しているわけではない。

## 概略
大乗仏教では一般に三身説をとるが、姿・形をもたない宇宙の真理たる法身仏、有始・無終の存在で衆生を救う仏である報身仏（人間に対する方便として人の姿をして現れることもある）に対して、応身仏である釈迦如来は衆生を救うため人間としてこの世に現れた仏であると説明される。釈迦を単なる人間ではなく超人的存在と捉える三身説は、キリスト教の三位一体論や両性説（神の子イエスは人間を救うため受肉してこの世に現れた存在であるという教義）と比較研究されることがある。大乗仏教の経典（『華厳経』『阿弥陀経』など）では、釈迦は法身・報身の他の仏（毘盧遮那如来・阿弥陀如来・薬師如来など）の功徳も説いたとされ、現世利益（例えば薬師如来の病平癒の功徳）や来世救済（例えば阿弥陀如来の教化する西方浄土への往生）のためこれらの仏も信仰される。
日本の仏教は全て大乗仏教であるが、大乗仏教の経典は釈迦の死後、数百年後に成立しており、釈迦（ゴータマ・シッダッタ）の直説ではなく後世に成立した偽教だという批判（大乗非仏説）があった。こうした批判に対して大乗仏教の側からは、初期仏教教団は釈迦の教えを文章に書き表すことを忌避して記憶や暗唱を頼りに、時には結集を行って教義を保存していたので経典化が遅れたのはそうした事情によるものだという反論や、釈迦の直説のみを正当な教義とする原理主義的な姿勢の方が問題だとする意見などがある。また大乗仏教では既述のように三身説をとり必ずしも応身仏の釈迦如来の教説のみが仏説という訳ではないため、仏典の「如是我聞」を「禅定の際に法身仏・報身仏から啓示を受けた内容を仏典にまとめたもの」と解釈すれば教義上矛盾は生じないとする見解もある。上座部仏教では釈迦如来以外の仏は後世に創作されたものであるとして信仰の対象にしていない。
釈迦入滅後に現世で悟りを得て仏陀になった者はいないとされるが、大乗仏教では人は誰にも平等に仏性が備わっているとされ、誰もが仏陀になる余地があるので、将来仏陀が現れる可能性があるとする。
大乗仏教に分類される代表的な仏教経典としては、般若経（般若心経はその核心を簡潔に記したもの）、法華経、浄土三部経、華厳経、（大乗の）涅槃経、大日経、金剛頂経などが挙げられる。

## 名称
大乗はサンスクリットのmahā-yānaの訳。大乗とは、偉大な教え・優れた教えを意味している。パーリ上座部の文献やスリランカの史書に出てくる方等部（ほうとうぶ）あるいは方広部（ほうこうぶ、巴: Vetulla, Vetullavādin, Vetulyaka, 梵: Vaitulyavādin, Vaitulika）という言葉は大乗を指していたと推定されている。小乗という訳語は部派仏典には瞿曇僧伽提婆（ゴータマ・サンガデーヴァ）による漢訳『増一阿含経』に一例だけ見られる。
大乗仏教をさらに
「権大乗」(ごんだいじょう。仮の大乗仏教、すなわち衆生の機根にあわせて説いた方便の教説の意)
「実大乗」(じつだいじょう。本物の大乗仏教、すなわち仏の悟りを説いた真実の教説の意)

に分ける場合もある。「五時八教説」「権実相対」「三一権実諍論」なども参照のこと。

## 形成
大乗仏教は紀元前後に起こり、1世紀末にはほぼその姿がはっきりとしていたことが通説となっている。
大乗仏教が発祥した背景としてはさまざまな説が唱えられている。大衆部から生まれたという説、ヘレニズム思想が流入したという説、仏塔を崇拝する部派仏教と全く異なる在家集団から生まれたとする説（平川彰『初期大乗仏教の研究』による）、逆に平川説に対して部派仏教と連続したものとして捉える説などである。下田正弘のエクリチュール説では、紀元前1世紀ごろ書記経典の誕生とともに書物のなかで形成されたとする
。
その発端は部派仏教への批判的見地から起こった側面があるとされている。つまり、自らが悟りを開いて「阿羅漢」になることを目的とした姿勢を「利己的」と批判し、「（少数しか救われない）小乗」とさげすんだのである。大乗仏教は普通名詞としての「仏」(buddha、「めざめた人」の意味)を目指したともいわれる。「小乗」の言葉は現代でも侮辱用語にあたるため注意が必要である。
大乗仏教を体系化したのは、2世紀から3世紀に活躍した龍樹であり、大乗仏教の基盤となる般若経で強調される「空」の概念を説明し、諸宗派に影響を与えた。龍樹の思想をもとに形成されたのが「中観派」である。さらに、4世紀に入ると、瞑想（ヨーガ）を通じて心の本質を見る、瑜伽行唯識学派が登場、中観派とともにインド大乗仏教の二大流派を形成する。瑜伽行唯識学派は弥勒を祖とし、無著と世親が教学を大成した。
大乗仏教運動に伴って、新しい思想・概念やエピソードを含む大乗経典が次々と出現し、大乗仏教徒はこれに依拠するようになった。また文明の東西交流によりガンダーラなどで仏像が生まれ、仏塔に代わって崇拝されるようになった。玄奘は『大唐西域記』で、大乗を学ぶ寺24、小乗を学ぶ寺60、大小兼学の寺15と記している。

## 教義
大乗仏教では特に般若波羅蜜（智度）が、空の思想や菩薩の在り方とともに重要な用語として位置づけられ教説されたこと、如来蔵説が唱えられたことなどがある。
これは、衆生皆菩薩・一切衆生悉有仏性・生死即涅槃・煩悩即菩提などの如来蔵思想や、釈迦が前世において生きとし生けるものすべて（一切衆生）の苦しみを救おうと難行（菩薩行）を続けて来たというジャータカ伝説に基づいて、自分たちもこの釈尊の精神（菩提心）にならって六波羅蜜の概念の理解を通じ善根を積んで行くことにより、遠い未来において自分たちにもブッダとして道を成じる生が訪れる（三劫成仏）という修行仮説や死生観（地獄や空色を含む大千世界観）へと発展していった。そうした教義を明確に打ち出した経典として『華厳経』、『法華経』、『浄土三部経』、『涅槃経』などがある。
自分の解脱よりも他者の救済を優先する利他行とは大乗以前の仏教界で行われていたものではない。紀元前後の仏教界は、釈迦の教えの研究に没頭するあまり民衆の望みに応えることができなくなっていたとされるが、大乗の求道者は、阿羅漢ではなく他者を救済するブッダに成ることを主張し、自らを菩薩摩訶薩と呼んで、自らの新しい思想を伝える大乗経典を、しばしば芸術的表現を用いて創り出していった。
また、ブッダとは歴史上に現れた釈迦だけに限らず、過去にも現れたことがあるし、未来にも現れるだろうという考えはすでに大乗仏教以前から出てきていたが、大乗仏教ではこれまでに無数の菩薩たちが成道し、娑婆世界とは別にある他方世界でそれぞれのブッダとして存在していると考えた。この多くのブッダの中に西方極楽浄土の阿弥陀如来や東方妙喜世界・浄瑠璃世界の阿閦如来・薬師如来などがある。また、歴史的存在、肉体を持った存在であった釈迦の教えがただそのまま伝わるのではなく、大乗仏教として種々に発展を遂げ、さまざまな宗派を生み出すに至る。三法印などすべての宗派に共通する教義も多々ある。

## 伝播

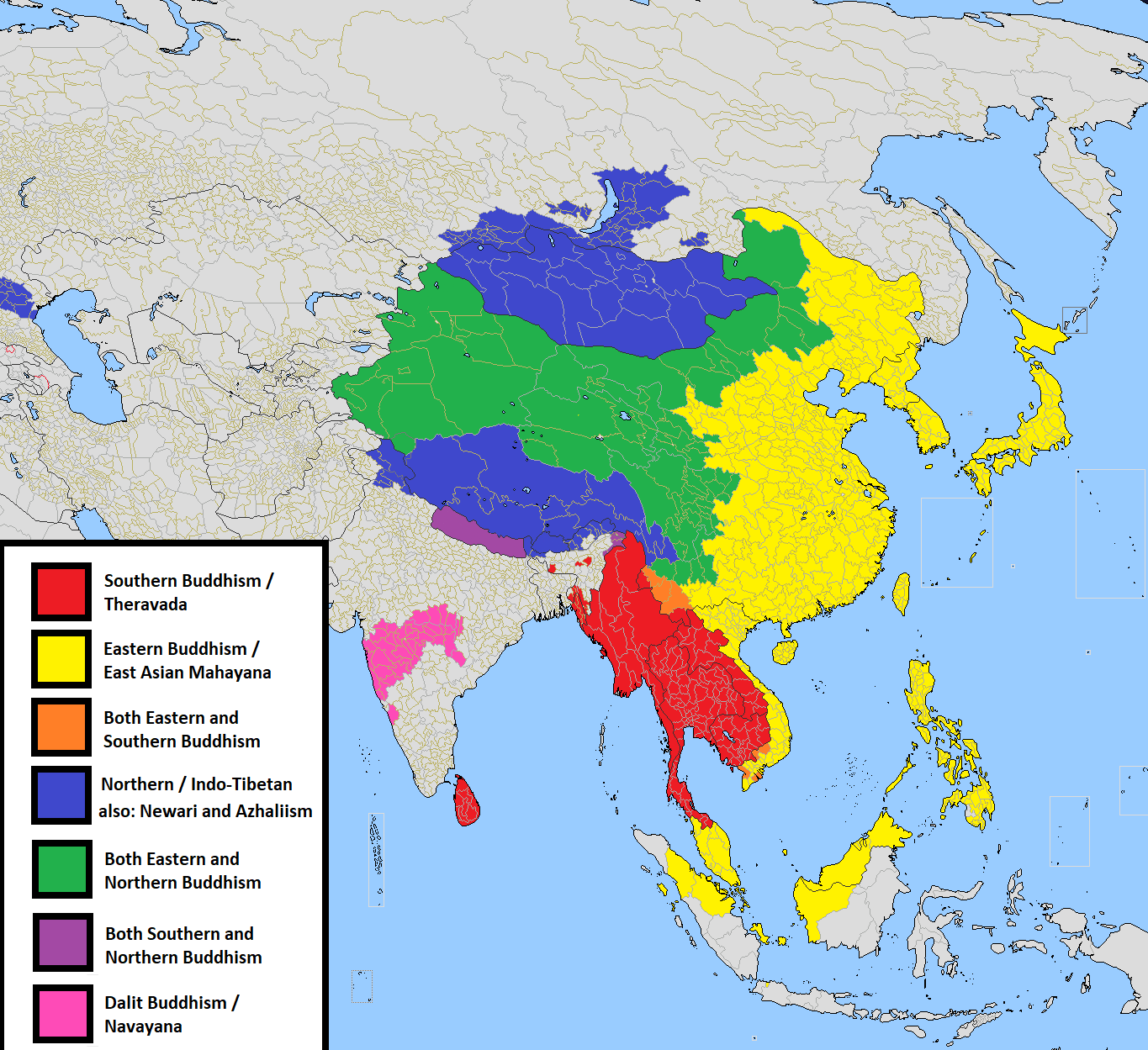
赤:上座部仏教
黄:東アジア仏教
橙:東アジア・上座部混合
青:チベット仏教、ネワール仏教や阿吒力教も存在
緑:チベット・東アジア混合
紫:チベット・上座部混合
桃:ナヴァヤーナ
（太字が大乗）
経典言語の違いに着目した場合は、パーリ語が上座部、漢語が東アジア、チベット語がチベット、サンスクリット語がネワール。

紀元前3世紀、インド初の統一国家となったマウリヤ朝の最盛期を築いたアショーカ王の時代、その保護の下でインド全域に広がった仏教は、やがて西北インドから中央アジアを経由して、紀元1世紀には中国まで伝播した。そして、さらに朝鮮、日本、ベトナムに伝わっている（北伝仏教）。北伝仏教は大乗仏教と同義ではなく、西北インドや西域諸国では部派仏教も盛んで、中国にもその経典が伝えられたが、受容は限定的だったという。またチベットは8世紀より僧伽の設立や仏典の翻訳を国家事業として大々的に推進、同時期にインドに存在していた仏教の諸潮流を、数十年の短期間で一挙に導入、その後、チベット人僧侶の布教によって、大乗仏教信仰はモンゴルや南シベリアにまで拡大されていった（チベット仏教）。
7世紀ごろベンガル地方で、ヒンドゥー教の神秘主義の一潮流であるタントラ教（Tantra または Tantrism）と深い関係を持った密教が盛んになった。この密教は、様々な土地の習俗や宗教を包含しながら、それらを仏を中心とした世界観の中に統一し、すべてを高度に象徴化して独自の修行体系を完成し、秘密の儀式によって究竟の境地に達することができ仏となること（すぐれた素質の者は今生で(即身成仏）、劣った素質の者でも十六生のうちに成仏）できるとする。密教は、仏教圏全域に流布したが、東南アジア諸国では上座部仏教を国教と定めた各王朝が大乗仏教を排斥するのにともない消滅、インド本国では仏教自体が消滅、現存するのはインドからネパールに伝わったサンスクリット語の経典を用いる系統、インドから中国・朝鮮半島を経由して日本に伝わった漢訳経典を用いる系統、インドからチベットを経由してモンゴルにも伝わったチベット語経典を用いる系統が残存するのみで、土地の習俗を包含しながら、それぞれの変容を繰り返している。
考古学的には、スリランカ、そして東南アジアなど、現在の上座部仏教圏への伝播も確認されている。スリランカでは東南部において遺跡が確認されており、上座部仏教と併存した後に12世紀までには消滅したようである。また、東南アジアではシュリーヴィジャヤなどが大乗仏教を受入れ、その遺跡は王国の領域であったタイ南部からスマトラ、ジャワなどに広がっている。インドネシアのシャイレーンドラ朝のボロブドゥール遺跡なども著名である。しかしながら東南アジアにおいては衰退過程を辿り、インド本土と同様にヒンドゥー教へと吸収されたり、上座部仏教に敗れたりしていった。
- 紀元前5世紀頃 : インドで原始仏教が開かれる（インドの仏教）
- 紀元前後 : 大乗仏教が興る
- 紀元後1世紀 : 中国に伝わる（中国の仏教）
- 2世紀 : ベトナム北部に伝わる（ベトナムの仏教）[21]
- 3世紀頃：スリランカに伝わる（スリランカの仏教）[22]
- 4世紀 : 朝鮮半島に伝わる（朝鮮の仏教）
- 538年 : 日本に伝わる（日本の仏教）
- パガン王朝成立前: ビルマに伝わる（ミャンマーの仏教）
- 7世紀前半 : チベットに伝わる（チベット仏教）
- 7世紀頃: カンボジアに伝わる（カンボジアの仏教）[23]
- 13-16世紀 : モンゴルにチベット仏教が伝わる
- 17世紀 : カスピ海北岸にチベット仏教が伝わる
- 18世紀 : 南シベリアにチベット仏教が伝わる

## 発展の諸相

### 顕教

#### 中国・日本
天台宗
智顗（538年-597年）を実質的な開祖とし、『法華経』を根本経典とする宗派。
浄土教
阿弥陀仏の極楽浄土に往生することを説いている。『無量寿経』、『観無量寿経』、『阿弥陀経』の「浄土三部経」を根本経典とする。
禅宗
座禅を中心においた修行によって、内観・自省によって心性の本源を悟ろうとする。

### 密教

#### チベット
チベットの仏教観では、金剛乗は釈尊が段階的に説いた教えのひとつであり、声聞乗・大乗・金剛乗のすべての教えの完備が尊重されているとする。
東アジアとチベットでは後期密教を含むかで大きな違いがある。

#### 中国
唐開元年間に善無畏、金剛智、不空三蔵によって伝わったのはインド中期密教に相当する純密、また唐密と言う。

#### 日本
大日如来を本尊とする深遠秘密の教え。加持・祈祷を重んじる。根本経典は『大日経』と『金剛頂経』。天台密教では『蘇悉地羯羅経』も重視する